# Araneus horizonte
Araneus horizonte är en spindelart som beskrevs av Levi 1991. Araneus horizonte ingår i släktet Araneus och familjen hjulspindlar. Inga underarter finns listade i Catalogue of Life.